# Международный аэропорт имени Трибхувана
Международный аэропорт имени Трибхувана (непальск. त्रिभुवन अन्तर्राष्ट्रिय विमानस्थल) (ИАТА: KTM, ИКАО: VNKT) — гражданский аэропорт, расположенный в 5,56 километрах к востоку от столицы Непала, города Катманду. Назван в честь короля Непала Трибхувана.

## Операционная деятельность
Аэропорт расположен на высоте 1338 метров над уровнем моря и эксплуатирует одну взлётно-посадочную полосу: 02/20 размерами 3050 х 45 метров с бетонным покрытием.
Изначально аэропорт назывался по местности, где расположен, — Гаучаран, однако 15 июня 1955 года ему было дано имя скончавшегося незадолго до того короля Трибхувана.
Первый самолёт приземлился в аэропорту в 1949 году, что считается началом авиации в Непале. С 1964 года Трибхуван объявлен международным аэропортом.

## Авиакомпании и направления
| Авиакомпании              | Направления                                                                                              |
| ------------------------- | --- |
| Air Arabia                | Шарджа                                                                                                   |
| Air China                 | Чэнду |
| Air India                 | Дели, Калькутта                                                                                          |
| Bhutan Airlines           | Паро |
| Biman Bangladesh Airlines | Дакка |
| Buddha Air                | Биратнагар, Бхайрахава, Варанаси, Джанакпур, Дхангархи, Непалгандж, Покхара, Серхет, Симара, Тумлинг-Тар |
| Cathay Dragon             | Гонконг                                                                                                  |
| China Eastern Airlines    | Куньмин, Наньнин                                                                                         |
| China Southern Airlines   | Гуанчжоу                                                                                                 |
| Drukair                   | Дели, Паро                                                                                               |
| Etihad Airways            | Абу-Даби                                                                                                 |
| Flydubai                  | Дубай |
| Himalaya Airlines         | Абу-Даби, Дакка, Даммам, Доха                                                                            |
| Indigo Air                | Дели |
| Korean Air                | Сеул |
| Malaysia Airlines         | Куала-Лумпур                                                                                             |
| Malindo Airways           | Куала-Лумпур                                                                                             |
| Nepal Airlines            | Бангалор, Бангкок, Гонконг, Дели, Доха, Дубай, Куала-Лумпур, Мумбаи, Осака                               |
| Oman Air                  | Маскат                                                                                                   |
| Qatar Airways             | Доха |
| Salam Air                 | Маскат                                                                                                   |
| Sichuan Airlines          | Чэнду |
| Silkair                   | Сингапур                                                                                                 |
| Simrik Airlines           | Бхаратпур, Покхара                                                                                       |
| Thai                      | Бангкок                                                                                                  |
| Thai Lion Air             | Бангкок                                                                                                  |
| Tibet Airlines            | Сиань, Чэнду                                                                                             |
| Turkish Airlines          | Стамбул                                                                                                  |